# 源元長
源 元長（みなもと の もとなが）は、平安時代前期の皇族・貴族。光孝天皇の皇子で、光孝第一源氏。官位は従四位上・下野権守。

## 経歴
清和朝の貞観5年（863年）二世王の蔭位により无位から従四位下に直叙される。貞観12年（870年）2月に同じ時康親王の子息である兄弟の兼善王・是忠王・是貞王らと共に合わせて14名が源朝臣姓を与えられて臣籍降下し、同年12月に次侍従に任ぜられる。
のち、従四位上・下野権守に叙任されるが、父の時康親王が即位（光孝天皇）する前年の元慶7年（883年）卒去。

## 官歴
注記のないものは『日本三代実録』による。
- 貞観5年（863年） 正月7日：従四位下（直叙）
- 貞観12年（870年） 2月14日：臣籍降下（源朝臣）。12月29日：次侍従
- 時期不詳：従四位上。下野権守[1]
- 元慶7年（883年） 日付不詳：卒去[1]